# Artëm Šabolin
Artëm Alekseevič Šabolin (in russo Артём Алексеевич Шаболин?; Barnaul, 19 luglio 2000) è un calciatore russo, centrocampista della Dinamo Vologda.

## Caratteristiche tecniche
È un centrocampista offensivo.

## Carriera
Ha debuttato in Prem'er-Liga il 14 marzo 2020 disputando l'incontro perso 7-1 contro lo Zenit San Pietroburgo.